# شهوت تازه
شهوت تازه (به انگلیسی: Young Lust) آهنگی از آلبوم ۱۹۷۹ گروه موسیقی پراگرسیو راک پینک فلوید با نام دیوار است.

## درباره آهنگ
خوانندگی اصلی در این آهنگ توسط دیوید گیلمور انجام می‌شود و راجر واترز به صورت هارمونی در پس‌زمینه می‌خواند.آهنگ دربارهٔ مهاجر راک اند رولی است که برای رهایی از یکنواختی در تورها درجستجوی یک سکس اتفاقی است.
در آلبوم دیوار، ناگهان پس از اتمام «فضاهای خالی» این آهنگ پخش می‌شود و در قیاس با آهنگ‌های دیگر این چسبیدگی به هم مشهودتر است.

## داستان
ادامه داستان پینک از آهنگ (فضاهای خالی) در این داستان دنبال می‌شود. در پاسخ به سوال: "برای پر کردن فضاهای خالی از چه چیزی باید استفاده کنم؟" در آهنگ قبل، پینک در این آهنگ به سراغ رابطه جنسی نامشروع می‌رود. اما در آخر آهنگ، در طی یک تماس تلفنی، متوجه خیانت همسرش می‌شود.

## سازندگان و نوازندگان
- راجر واترز - خواننده زمینه
- دیوید گیلمور - بیس گیتار، خواننده و گیتار
- نیک میسن - درام
- ریچارد رایت - ارگ،پیانو